# Хотель-Червоний
Хотель-Червоний (пол. Chotel Czerwony) — село в Польщі, у гміні Віслиця Буського повіту Свентокшиського воєводства.
Населення — 437 осіб (2011).

## Демографія
Демографічна структура на день 31 березня 2011 року:
|          | Загалом | Допрацездатний вік | Працездатний вік | Постпрацездатний вік |
| -------- | ------- | ------------------ | ---------------- | -------------------- |
| Чоловіки | 215     | 36                 | 158              | 21                   |
| Жінки    | 222     | 38                 | 114              | 70                   |
| Разом    | 437     | 74                 | 272              | 91                   |